# The acoustic album
The acoustic album is een muziekalbum van zangeres Toyah. Op zich is een album met alleen akoestische muziekinstrumenten vreemd voor een zangeres die ooit in het punkcircuit opereerde. De loopbaan van Toyah kende echter eerder vreemde wendingen met bijvoorbeeld haar danceplaat Dreamchild. In de band een andere muzikale vreemdeling in deze akoestische setting: Bob Skeat, normaliter basgitarist in de hardrockformatie Wishbone Ash.

## Musici
- Toyah – zang (en volgens de hoes ook gitaar)
- Tony Kelly– gitaar
- David Waddington – gitaar
- Bob Skeat – basgitaar
- Tacye – achtergrondzang
- Andy Dewar – slagwerk
- leden van het Royal Philharmonic Orchestra o.l.v. Jonathan Carney

## Muziek
| Nr. | Titel                                 | Duur |
| --- | ------------------------------------- | ---- |
| 1.  | The vow                               | 3:19 |
| 2.  | Moonlight dancing                     | 4:03 |
| 3.  | Revive the world                      | 3:13 |
| 4.  | I want to be free                     | 3:02 |
| 5.  | It’s a mystery (pianoversie)          | 4:05 |
| 6.  | Danced                                | 4:44 |
| 7.  | Good morning universe                 | 3:24 |
| 8.  | Blue meanings                         | 5:20 |
| 9.  | Jungles of Jupiter                    | 4:55 |
| 10. | It’s a mystery (up-tempo-arrangement) | 3:56 |
| 11. | IEYA                                  | 4:35 |
| 12. | Angels and demons                     | 6:07 |
| 13. | I am                                  | 2:53 |
| 14. | Thunder in the mountains              | 4:02 |
| 15. | It’s a mystery (strijkersarrangement) | 3:57 |